# Mohammed Al-Zubaidi
Mohammed Al-Zubaidi (tiếng Ả Rập: محمد الزبيدي; sinh ngày 25 tháng 8 năm 1997) là một cầu thủ bóng đá chuyên nghiệp người Ả Rập Xê Út hiện đang chơi ở vị trí hậu vệ cánh cho Al-Taraji.

## Sự nghiệp
Vào ngày 10 tháng 8 năm 2022, Al-Zubaidi gia nhập đội bóng ở giải hạng nhất Al-Orobah theo dạng chuyển nhượng tự do.
Ngày 22 tháng 6 năm 2023, Al-Zubaidi gia nhập Al-Taraji.